# 山道町 (弘前市)
山道町（やまみちちょう）は、江戸期から現在にかけての青森県弘前市の地名。郵便番号は036-8181。2017年6月1日現在の人口は88人、世帯数は59世帯。

## 地理
土手町の裏手に位置し、並走する町。町域の北部から北東部は土手町、南部は品川町、南西部から西部は吉野町、西北部は北川端町に接する。

## 歴史
- 万治2年 - 津軽弘前市絵図によれば不完全ながら町割りが見られ、侍丁として屋敷が17ある。
- 寛文13年 - 弘前中惣屋敷絵図によれば、不完全ながら町割りがされている。

### 沿革
- 江戸期 - 弘前城下の一町。
- 明治初年～明治22年 - 弘前を冠称。
- 1899年（明治22年） - 弘前市に所属。

### 地名の由来
寛文13年の弘前中惣屋敷絵図に土手町から山道とあり、これに由来するものと思われる。

## 施設

### 教育
- 明星幼稚園

### 教会
- 日本聖公会弘前昇天教会教会堂

## 小・中学校の学区
市立小・中学校に通う場合、学区は以下の通りとなる。
| 大字   | 番地 | 小学校             | 中学校             |
| ------ | ---- | ------------------ | ------------------ |
| 山道町 | 全域 | 弘前市立大成小学校 | 弘前市立第三中学校 |

## 交通
- 弘南バス
  - 中土手町（土手町循環100円バス、他）停留所。
    - 若干離れるが、本数は多い。
- 弘南鉄道大鰐線
  - 中央弘前駅